# El detectiu Conan: El detectiu al mar distant
El detectiu Conan: El detectiu al mar distant (名探偵コナン　絶海の探偵, Meitantei Konan: Zekkai no Puraibēto Ai) és una pel·lícula d'anime japonesa estrenada el 20 d'abril del 2013. És la dissetena basada en la sèrie manga Detectiu Conan de Gosho Aoyama. Va recaptar més de 3.572 milions de iens i fou la pel·lícula més taquillera de la sèrie fins llavors. Es va estrenar doblada al català l'11 d'abril del 2020.

## Argument
En Conan està convidat a assistir al primer viatge amb vaixell de la marina del Japó, l'Aegis, equipat amb la tecnologia més avançada. Tot i així, durant la travessa, apareix un oficial de la marina mort i sense el braç esquerre. En la investigació, en Conan descobreix que un espia anomenat X ha pujat al vaixell.

## Doblatge
| Shinichi Kudo            | Kappei Yamaguchi   | Òscar Muñoz          |
| Conan Edogawa            | Minami Takayama    | Joël Mulachs         |
| Ran Mouri                | Wakana Yamazaki    | Núria Trifol         |
| Kogoro Mouri             | Akira Kamiya       | Jordi Royo           |
| Heiji Hatori             | Ryō Horikawa       | Hernan Fernández     |
| Kazuha Toyama            | Yuko Miyamura      | Mònica Padrós        |
| Hiroshi Agasa            | Kenichi Ogata      | Fèlix Benito         |
| Ai Haibara               | Megumi Hayashibara | Roser Aldabó         |
| Genta Kojima             | Wataru Takagi      | Miquel Bonet         |
| Mitsuhiko Tsuburaya      | Ikue Ōtani         | Elisabet Bargalló    |
| Ayumi Yoshida            | Yukiko Iwai        | Berta Cortés         |
| Sonoko Suzuki            | Naoko Matsui       | Eva Lluch            |
| Inspector Megure         | Chafūrin           | Ramon Canals         |
| Wataru Takagi            | Wataru Takagi      | Marc Gómez           |
| Miwako Sato              | Atsuko Yuya        | Meritxell Sota       |
| Nanami Fuji              | Ko Shibasaki       | Alicia Laorden       |
| Espia X                  | Takaya Kuroda      | Jordi Nogueras       |
| Fumimaro Ayanokoji       | Ryōtarō Okiayu     | José Luis Mediavilla |
| Masaaki Kurata           | Masaya Matsukaze   | Albert Trifol        |
| Makoto Sekiguchi         | Ken Narita         | Pep Papell           |
| Keita Sawamura           | Ryuuzo Hasuike     | Marc Torrents        |
| Font: Anime News Network |                    |                      |